# François Narmon
Le baron François Narmon, né le 26 janvier 1934 à Jette, est un homme d'affaires belge. Il est mort après une longue maladie le 14 mars 2013 .

## Éducation
Après des études secondaires à l'Athénée de Koekelberg, François Narmon s'inscrit à l'Université de Gand pour y achever, en 1953, des candidatures en sciences économiques et commerciales. Au sortir de ces études, il rejoint l'École de Commerce Solvay de l'Université libre de Bruxelles dont il sort diplômé ingénieur commercial en 1955.

## Carrière
La carrière de François Narmon sera intimement liée aux destinées du Crédit Communal de Belgique. Entré comme stagiaire en 1955, François Narmon est engagé en 1957. Passé secrétaire d'administration attaché à la direction en 1959, il devient deux ans plus tard secrétaire de direction. Nommé à la tête du Crédit Communal de Belgique en 1979, François Narmon tente sans succès de regrouper des banques et institutions financières belges. C'est sous sa présidence qu'en octobre 1996, le Crédit Communal de Belgique fusionne avec le Crédit local de France. De cette fusion naîtra le groupe Dexia.

## Mandats
- président du comité de direction et membre du CA du Crédit communal de Belgique;
- président du centre international pour le crédit communal
- vice-président du CA de la Banque Internationale au Luxembourg
- administrateur de la Donation Royale
- administrateur de la Fondation Europalia International
- trésorier du Comité Olympique et Interfédéral belge
- président du Comité de Développement du Sport belge
- membre de la Commission pour les nouvelles sources de financement du COI

## Distinctions
François Narmon est commandeur de l'ordre de la Couronne et Officier de l'ordre de Léopold II.
Il fut anobli par le roi Albert II de Belgique le 2 février 1996. Sa devise est Perseveranter.

## Sources
- Véronique POUILLARD, (1999), “François Narmon” in Cent grands patrons du vingtième siècle en Belgique, E. Buyst- G.- Kurgan-van Hentenryk éd., Bruxelles, A. Renier, p. 164–165.